# Željeznica
Željeznica is een plaats in de gemeente Ivanec in de Kroatische provincie Varaždin. De plaats telt 145 inwoners (2001).